# Trekker (wapen)

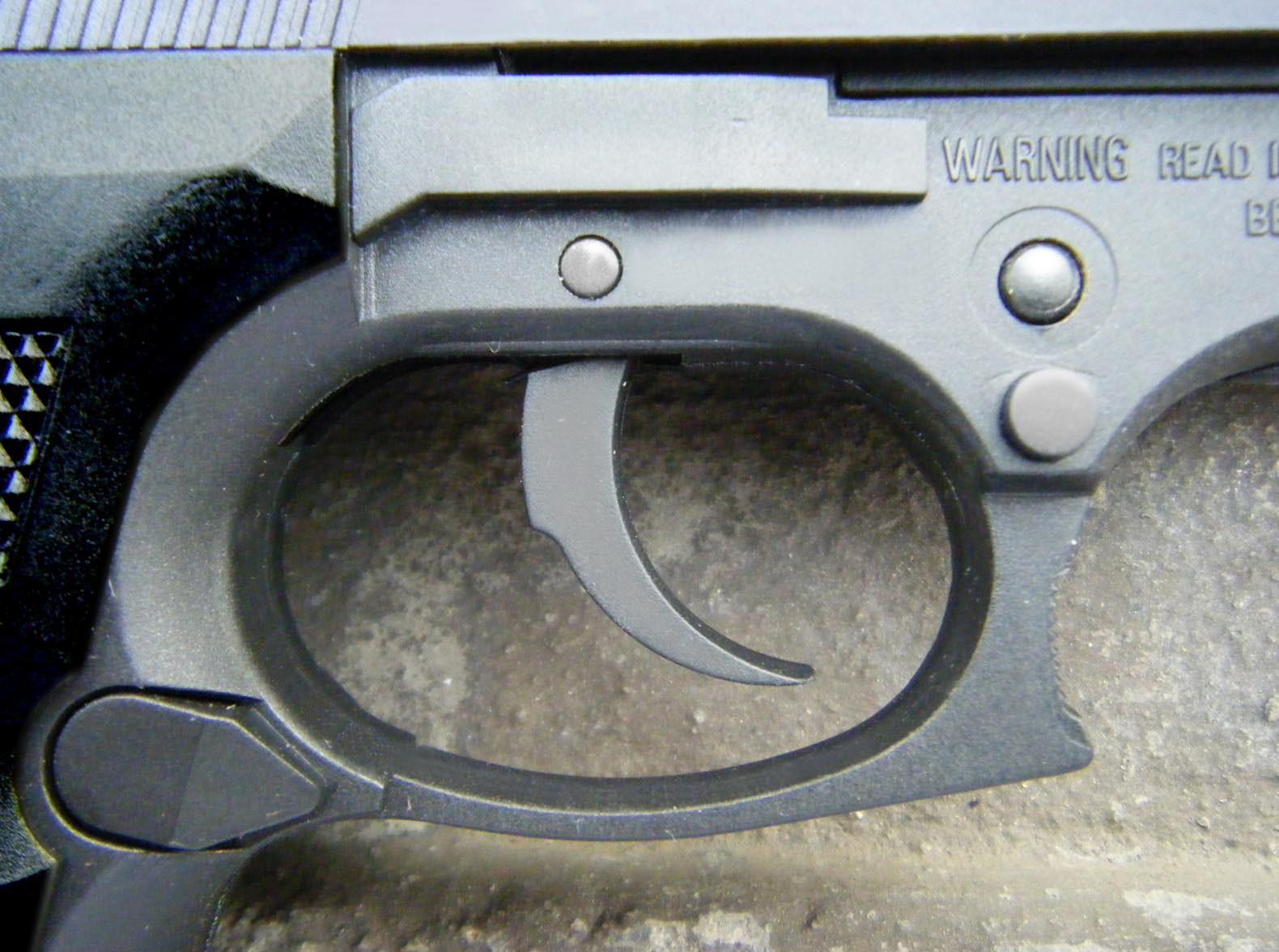

De trekker is een onderdeel van een vuurwapen. Door het overhalen van de trekker kan de schutter het wapen afvuren. Afhankelijk van de vraag of het om een semi- of een volautomatisch wapen gaat, zal het wapen respectievelijk één kogel afvuren dan wel blijven vuren zolang de trekker ingedrukt wordt gehouden en er nog munitie in het wapen aanwezig is.